# 猫化龙
猫化龙，是中国传说猫变能化作龙的故事，原型是龙虎斗传说，记载于《稽神录》。传说唐道袭王建称帝于蜀的时候,其宠臣唐道袭为枢密使。在夏住在家里时,某一天大雨,自己养的猫,却在屋檐下玩水。道袭视之,发现猫身渐渐而长,到比房子大。忽然雷电大至,猫就化做龙离开。

## 参看
中国妖怪列表